# Arbeitsgericht Zwickau
Das Arbeitsgericht Zwickau, ein Gericht der Arbeitsgerichtsbarkeit, ist eines der fünf sächsischen Arbeitsgerichte.

## Gerichtssitz und -bezirk
Das Gericht hat seinen Sitz in Zwickau in Gebäude Äußere Dresdner Straße 15.
Das Arbeitsgericht Zwickau ist örtlich für Rechtsstreitigkeiten aus dem Landkreis Zwickau und dem Vogtlandkreis zuständig.
Die sachliche Zuständigkeit ergibt sich aus dem Arbeitsgerichtsgesetz.

## Übergeordnete Gerichte
Dem Arbeitsgericht Zwickau sind das Sächsische Landesarbeitsgericht und im weiteren Rechtszug das Bundesarbeitsgericht übergeordnet.

## Geschichte
In der DDR bestanden keine gesonderten Arbeitsgerichte. Arbeitsrechtliche Verfahren wurden von den Konfliktkommissionen und den Kreis- und Bezirksgerichten verhandelt. Nach der Wende wurde das Land Sachsen wieder eingerichtet. Der sächsische Landtag beschloss am 12. Juni 1992 mit dem Sächsischen Gerichtsorganisationsgesetz die Aufhebung der Kreis- und Bezirksgerichte und die Einrichtung der Arbeitsgerichte, darunter des Arbeitsgerichtes Zwickau. Das Arbeitsgericht Zwickau war für die damaligen Kreise Aue, Auerbach, Glauchau, Klingenthal, Oelsnitz, Plauen, Reichenbach, Schwarzenberg, Werdau und Zwickau sowie für die Kreisfreien Städte Plauen und Zwickau zuständig.